# Ponikve (Dobrepolje)
Ponikve (Duits: Penk) is een plaats in Slovenië en maakt deel uit van de gemeente Dobrepolje in de NUTS-3-regio Osrednjeslovenska. De plaats telde 503 inwoners op 1 januari 2020.

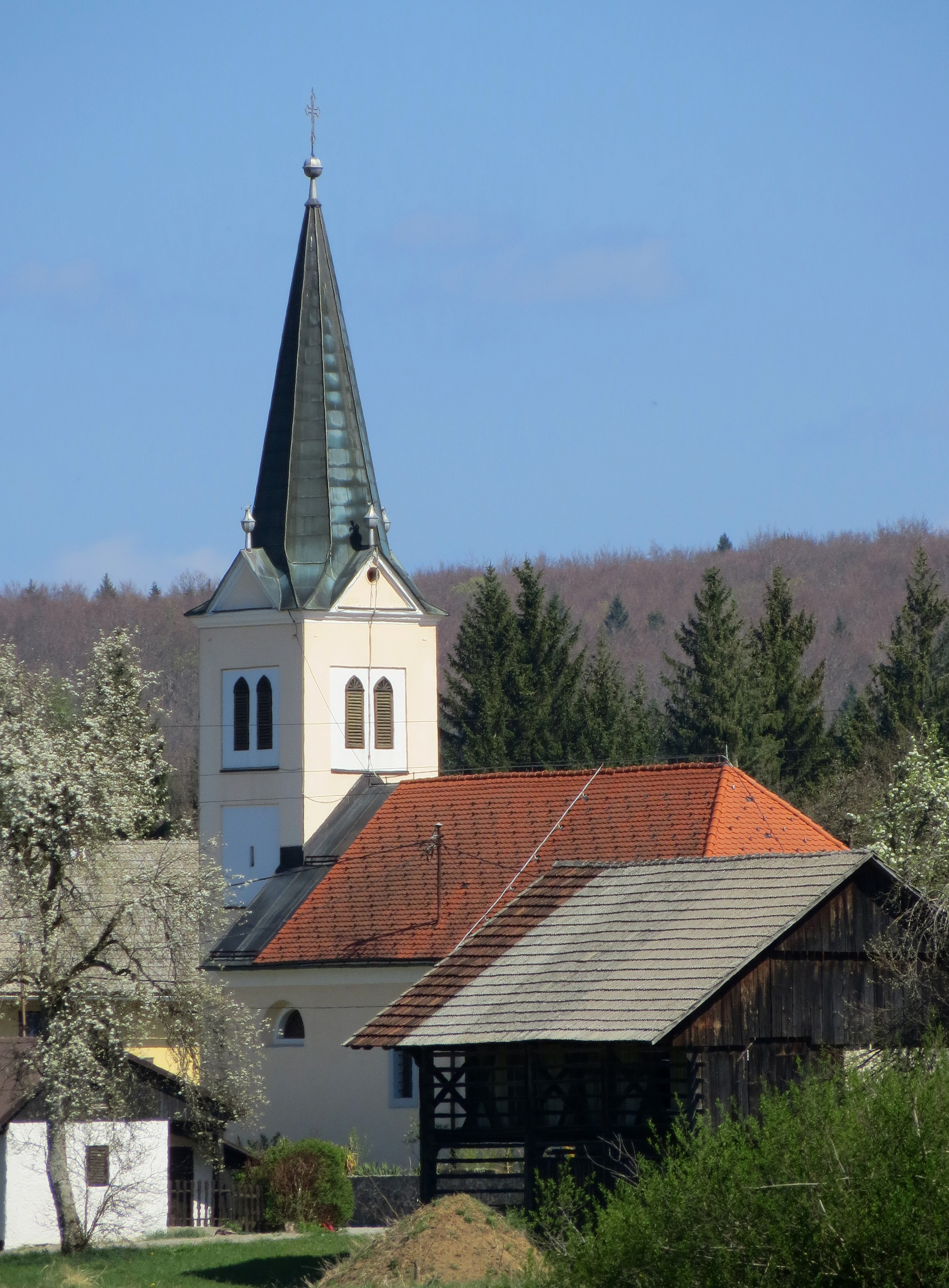
Sint Florianuskerk